# Consiliul Național al Întreprinderilor Private Mici și Mijlocii din România
Consiliul Național al Întreprinderilor Private Mici și Mijlocii din România (CNIPMMR) a fost înființat în anul 1992 și este o confederație patronală română, cu personalitate juridică, independentă, non-profit, neguvernamentală și apolitică, reprezentativă la nivel național, de utilitate publică. CNIPMMR asigură reprezentarea unitară a intereselor IMM-urilor și a mișcării patronale a IMM-urilor la nivel național și internațional. 
„CNIPMMR se focalizează asupra dezvoltării unui mediu de afaceri funcțional, asupra promovării, apărării și reprezentării intereselor întreprinzătorilor și întreprinderilor private în raporturile acestora cu organele puterii și cu administrația de stat, precum și în relațiile cu alte organisme din țară și din străinătate. CNIPMMR se axează de asemenea pe furnizarea anumitor categorii de informații, cunoștințe și servicii IMM-urilor, în vederea creșterii potențialului și competitivității acestora.”

Președinte CNIPMMR,
Prof.univ.dr. Ovidiu NICOLESCU

## Obiective fundamentale ale CNIPMMR
- Creșterea numărului de IMM-uri la 1000 de locuitori de la 21,9, la 42,2 (media UE), aceasta implicând existența la sfârșitul anului 2017 a cca. 800.000 de IMM-uri active;
- Creșterea numărului de locuri de muncă furnizate de sectorul de IMM-uri în medie cu 8 – 10% anual;
- Creșterea aportului IMM-urilor la valoarea adăugată brută în medie cu 10 – 12% anual;
- Realizarea unui mediu de afaceri predictibil și favorizant pentru IMM-uri;
- Dezvoltarea clasei de mijloc din România, promovarea rolului și importanței acesteia pentru dezvoltarea economică și socială a României;
- Apărarea și promovarea intereselor IMM-urilor la nivel local, sectorial, național și internațional, în special în Uniunea Europeană;
- Creșterea capacității investiționale a IMM-urilor și relansarea procesului investițional în România;
- Dezvoltarea și creșterea prestigiului CNIPMMR pe plan național și internațional, în condițiile unor puternice structuri teritoriale și sectoriale.

## Membri CNIPMMR
Consiliul Național al Întreprinderilor Private Mici și Mijlocii din România (CNIPMMR) este membru al Alianței Confederațiilor Patronale din România (ACPR), constituită din 9 confederații patronale reprezentative la nivel național. ACPR este membru al BusinessEurope, organizație patronală reprezentativă la nivel european pentru angajatori.
În prezent, CNIPMMR are în structura sa 8 federații regionale, în toate cele 8 regiuni de dezvoltare ale României, precum și 98 de membri asociați (organizații patronale teritoriale și sectoriale – de ramură, ale tinerilor întreprinzători și femeilor de afaceri). 

## Relații Internaționale
CNIPMMR este membru în unele dintre cele mai importante organizații europene și internaționale de IMM-uri.
În această calitate, CNIPMMR participă activ la evenimentele și proiectele pe care le derulează, toate având ca scop o mai bună reprezentare a IMM-urilor românești la nivel internațional.
- UEAPME - Uniunea Europeană a Artizanatului și Întreprinderilor Mici și Mijlocii[1] [2]
- WASME - Asociația Mondială a Întreprinderilor Mici și Mijlocii
- ECSB - Consiliul European pentru Întreprinderi Mici și Întreprenoriat
- Biroul Balcanic al Clasei de Mijloc

## Activități
Pentru atingerea scopului propus, principalele activități implementate de CNIPMMR sunt:
- inițierea și propunerea unor proiecte de legi și a unor acte normative pentru a facilita și încuraja înființarea și funcționarea IMM-urilor;
- participarea la comisiile guvernamentale și parlamentare care se ocupă de problemele legate de activitatea societăților comerciale;
- colaborarea cu sindicate, patronate, camere de comerț, organisme ale administrației publice sau alte organizații profesionale;
- apărarea intereselor membrilor săi în relațiile cu autoritățile publice și cu sindicatele;
- acționarea în toate domeniile pentru a crea un mediu care să favorizeze înființarea, funcționa-rea, dezvoltarea și creșterea competitivității întreprinderilor mici și mijlocii;
- stimularea și promovarea relațiilor economice și a cooperării internaționale în interesul IMM-urilor din România;
- facilitarea accesului membrilor la diverse programe de asistență financiară sau de altă natură, prin intermediul organizațiilor specializate;
- acordarea de asistență și consultanță IMM-urilor în domeniile: economic, managerial, social, tehnic, financiar, juridic, programe de finanțare și în alte domenii;
- editarea unor publicații de specialitate și organizarea unor evenimente destinate promovării patronatului și întreprinderilor mici și mijlocii, cum ar fi: seminarii, conferințe, expoziții, târguri comerciale ș.a.;
- sensibilizarea opiniei publice cu privire la problematica întreprinderilor mici și mijlocii, elaborând și finanțând în acest scop studii, analize, sondaje de opinie și informări publice;
- participarea activă la dialogul social, pentru a facilita procesul de elaborare a deciziilor și actelor normative pentru sprijinirea activității IMM-urilor;
- asistarea întreprinderilor mici și mijlocii în obținerea anumitor servicii, prin implicarea organizaților specializate din țară și străinătate în domenii precum: consultanță, training etc.